# Cicurina mixmaster
Cicurina mixmaster là một loài nhện trong họ Dictynidae.
Loài này thuộc chi Cicurina. Cicurina mixmaster được miêu tả năm 2001 bởi Cokendolpher & Reddell.